# Alone in the Dark 2
Alone in the Dark 2 é a sequência de 1993 do jogo de 1992 survival horror Alone in the Dark desenvolvido e publicado pela Infogrames como o segundo da série. Ele foi portado para o PC-98 e FM Towns em 1997 e para o 3DO Interactive Multiplayer em 1995 com o mesmo nome, e para Sega Saturn e para PlayStation em 1996, como Alone in the Dark: Jack is Back na Europa, e rebatizado como Alone in the Dark: One-Eyed Jack's Revenge na América do Norte.

## Sinopse
É Natal de 1924, três meses depois de Alone In The Dark. Chamado de "Private Eye Supernatural", Edward Carnby e seu parceiro Ted Stryker estão investigando o sequestro de Grace Saunders. A trilha de pistas os leva a uma velha mansão chamada "Cozinha do Inferno": a casa de um chefe gângster famoso e da sua gangue. Edward decide pegar a pista quando ele descobre o desaparecimento de Ted na mansão. Infelizmente, Edward logo descobre que Ted foi assassinado.
Carnby finalmente descobre que os mafiosos são as formas corporais dos espíritos dos piratas que saqueavam o mar de anos atrás. Edward deve resgatar Grace, e descobrir por que os piratas tomaram interesse por ela.

## Jogabilidade
O tema do jogo original foi significativamente enfatizado na sequência. Embora existam alguns andamentos sobrenaturais (Vodu e Magia negra), os principais vilões são bandidos e piratas, enquanto que os inimigos são revelados possuídos por espíritos malignos. O jogo é maior do que o original, englobando não só a mansão, mas também os jardins circundantes, bem como um navio pirata escondido nas cavernas sob a casa.
Embora que na grande parte do jogo você passa a jogar com Carnby, o jogador irá ocasionalmente tomar o controle de Grace Saunders. Grace, uma criança, não pode lutar e é imediatamente capturada se os bandidos a encontrarem, então em vez disso ela deve esconder e derrotar os bandidos, transformando objetos domésticos comuns em armadilhas.

## Sequências
- Alone In The Dark 3
- Alone In The Dark: The New Nightmare
- Alone In The Dark (2008)